# Внешняя политика Маврикия
Внешняя политика Маврикия — это общий курс Маврикия в международных делах. Внешняя политика регулирует отношения Маврикия с другими государствами. Реализацией этой политики занимается министерство иностранных дел Маврикия.

## История
Взаимоотношения Маврикия с другими странами зависят от его местоположения, ресурсов, колониального прошлого, внутренней политики и состояния экономики. Маврикий имеет крепкие отношения с Великобританией, Францией, Индией, а с 1990 года — с Южно-Африканской Республикой. Маврикий является членом Содружества наций и признавал власть королевы Елизаветы II пока не стал республикой в 1992 году. Благодаря политическим отношениям и экономическими связями с Великобританией Маврикий получает значительные финансовые вливания и техническую помощь из этой страны.
Франция предоставляет Маврикию самый большой объём финансовой помощи, а также способствует развитию французского языка в этой стране. Франция традиционно является крупнейшим поставщиком товаров на Маврикий, а также одним из самых крупных потребителей товаров из этой страны (в частности текстиля). Кроме того, Франция также оказывает Маврикию разнообразную помощь: предоставила компьютерную технику для министерств Маврикия, провела исследования по строительству и техническому обслуживанию дорог, оказала услуги по развитию животноводства и строительства консервного завода, а также предоставила Маврикию 60 млн. долларов США на строительство крупной дизельной электростанции в западной части Маврикия, завершенное в 1992 году. Французская компания Alcatel участвовала в поставке и установке 30 000 дополнительных телефонных линий на Маврикии. В январе 1995 года компания SCAC Delmas Vieljeux (SCV) по действующему контракту с правительством Маврикия должна была закончить создание свободного порта на девяноста гектарах земли в Порт-Луи. Свободный порт должен послужить стимулом для развития товарооборота со странами Восточной и Южной Африки.
Между Францией и Маврикием есть проблемная тема в отношениях, связанная с претензией маврикийского правительства на французский остров Тромлен, расположенный примерно в 550 км к северо-западу от Маврикия. В колониальный период Тромлен управлялся французами с Маврикия, руководствуясь этим фактом, Порт-Луи долгое время требует возвращение необитаемого острова, где у Франции есть станция для метеорологических наблюдений. В 1990 году французский президент Франсуа Миттеран посетил Маврикий (наряду с Мадагаскаром, Коморами и Сейшельскими Островами), правительство этой страны вновь подняло вопрос о передаче острова, но несмотря на несколько последующих обсуждений, положительное решение не было принято. Маврикий признаёт легитимность военных интересов Франции, даже несмотря на то, что поддерживает резолюцию ООН о зоне мира в Индийском океане (принятую в 1971 году), в которой содержится призыв к демилитаризации региона. Французские военные интересы включают в себя соседний остров Реюньон, который находится под суверенитетом Франции и содержит на территории вооружённые подразделения этой страны. Франция также предоставила Специальным мобильным силам Маврикия военную технику и обучение на сумму в 2,8 млн. маврикийских рупий.
Индия имеет глубокие социальные и исторические связи с большой частью населения Маврикия и является вторым по величине экономическим партнёром для этой страны. Индия предоставила большую часть помощи для открытия учреждений культуры, таких как: Институт Махатмы Ганди, библиотека и языковая школа, открытая в 1976 году. Помимо традиционных культурных и торговых отношений Маврикия с Индией, в последние годы страны обменялись визитами своих ведущих должностных лиц; создавали многочисленные совместные предприятия, особенно в области текстиля; и подписали соглашения о сотрудничестве в различных сферах. Например, в 1990 году были заключены соглашения о сотрудничестве в области сельского хозяйства; океанографии; морских ресурсов, включая исключительную экономическую зону Маврикия; науки и технологий; борьбой с распространением наркотиков; спорта и молодежной политики. Индия предоставила Маврикию компьютерные технологии и высокоточное оборудование, радио и телекоммуникации, дальнейшее увеличением телефонных линий Маврикия с 60 000 до 100 000 линий в течение трехлетнего периода, начинающегося в 1991 году, а также создание научного центра и планетария.
В начале 1990-х годов Маврикий считал Южно-Африканскую Республику (ЮАР) экономическим партнером, несмотря на то, что в 1989 году южноафриканцы занимались незаконным оборотом наркотиков в Маврикии и планировали организовать покушение на премьер-министра Анируда Джагнота. В 1990 году было открыто торговое представительство ЮАР, а в 1991 году было заключено соглашение о сотрудничестве в области здравоохранения, в соответствии с которым мавританцы, нуждающиеся в сложных медицинских процедурах, могли лечиться в южноафриканских больницах. В ноябре 1991 года президент ЮАР Фредерик Виллем де Клерк посетил Маврикий с официальным визитом. В марте 1992 года были установлены дипломатические отношения на консульском уровне, а южноафриканская сеть курортов начала свою деятельность на Маврикии в конце 1992 года. Маврикий входит в Организацию африканского единства (ОАЕ) и имеет более тесные связи с Южной Африкой, чем с любой другой страной на африканском континенте.
Маврикий стремится к расширению сотрудничества с другими соседними островами. В 1982 году страна заключила соглашение, в соответствии с которым была создана Комиссия по Индийскому океану, членами которой являются Маврикий, Мадагаскар, Сейшельские Острова, Коморские острова и Реюньон (Франция). Члены Комиссии регулярно встречаются для обсуждения социально-экономических отношений, а в 1989 году был учрежден секретариат организации на Маврикии. Маврикий тесно сотрудничает с Сейшельскими Островами в области сельского хозяйства, образования, энергетики, рыболовства и транспорта.
В отношениях между Соединёнными Штатами Америки (США) и Маврикием доминируют вопросы торговли и суверенитета над островом Диего-Гарсия, британским владением на котором расположена военная база США. Экспорт товаров из Маврикия в США (в основном текстиля) вырос с 28 млн долларов США в 1982 году до 120 млн долларов США в 1987 году. Однако квоты США ограничили объем экспорта из Маврикия. Экспорт товаров из США на Маврикий увеличился с 11 млн долларов США в 1986 году до 48 млн долларов США в 1991 году. В период с 1982 по 1987 год Соединённые Штаты предоставили Маврикию 56,2 млн. долларов США в качестве помощи для развития.
В 1965 году Маврикий уступил Великобритании контроль над архипелагом Чагос (включая Диего-Гарсию) в обмен на 3 млн. фунтов стерлингов. Несмотря на возражения ООН насчёт британского контроля над архипелагом, в 1966 году Лондон сдал в аренду остров Диего-Гарсия Соединённым Штатам на пятьдесят лет. США создали военную базу на острове, в том числе способную принять большое количество военных кораблей, и аэродром для обслуживания Boeing B-52 Stratofortress. С конца 1980-х годов правительство Маврикия стало призывать Лондон и Вашингтон вернуть ему суверенитет над архипелагом Чагос. 3 октября 2024 года между Великобританией и Маврикием достигнуто политическое соглашение о передаче архипелага Чагос Республике Маврикий.
Маврикий имеет ограниченные, но растущие торговые отношения с промышленно развитыми странами Азии, особенно с Гонконгом и Японией. У страны налажены тесные отношения с Китайской Народной Республикой (КНР).
Помимо членства в ОАЕ, ООН и Содружестве наций, Маврикий принадлежит к Движению неприсоединения. Маврикий является бенефициаром помощи от Всемирного банка, МВФ и Европейского банка реконструкции и развития. Маврикийские инвесторы постепенно начали заходить на африканские рынки, особенно в соседние Мадагаскар и Мозамбик (хотя темпы инвестиций на Мадагаскар значительно снизились после государственного переворота 2009 года в этой стране). Маврикий координирует большую часть своей внешней политики с Сообществом развития Юга Африки и Африканским союзом. На Маврикии расположены посольство следующих стран: Австралии, КНР, Египта, Франции, Индии, Ливии, Мадагаскара, Пакистана, России, ЮАР, Великобритании и США.